# ألكساندرا سوكولوف
ألكساندرا سوكولوف (بالإنجليزية: Alexandra Sokoloff)‏ (1950، كارولاينا الشمالية في الولايات المتحدة)؛ كاتِبة، سيناريست وروائية أمريكية.

## روابط خارجية
- ألكساندرا سوكولوف على موقع IMDb (الإنجليزية)